# Koraalteenboomkikker
De koraalteenboomkikker (Ranoidea caerulea) is een kikker uit de familie Pelodryadidae. De soort staat ook wel bekend als koraalteenkikker, reuzenboomkikker of Australische boomkikker.
Het is een van de bekendste soorten kikkers vanwege de populariteit als huisdier; wereldwijd wordt deze soort veel in terraria gehouden. Hierdoor is er veel over de biologie en levenswijze bekend. Het is een van de grootste soorten boomkikkers en het is een typische vertegenwoordiger. De kikker heeft een groene kleur, een gladde huid en een nachtactieve levenswijze. Daarnaast is deze soort herkenbaar aan de goed ontwikkelde, opvallend grote hechtschijven onder de tenen waaraan de Nederlandse naam te danken is.
De koraalteenboomkikker komt voor in Australië en Nieuw-Guinea en leeft in regenwouden. De soort is nog algemeen, vooral tijdens de regentijd zijn veel exemplaren te zien omdat ze zich dan voortplanten. De kikker leeft in bomen en is nachtactief, het voedsel bestaat voornamelijk uit ongewervelden als insecten.

## Beschrijving

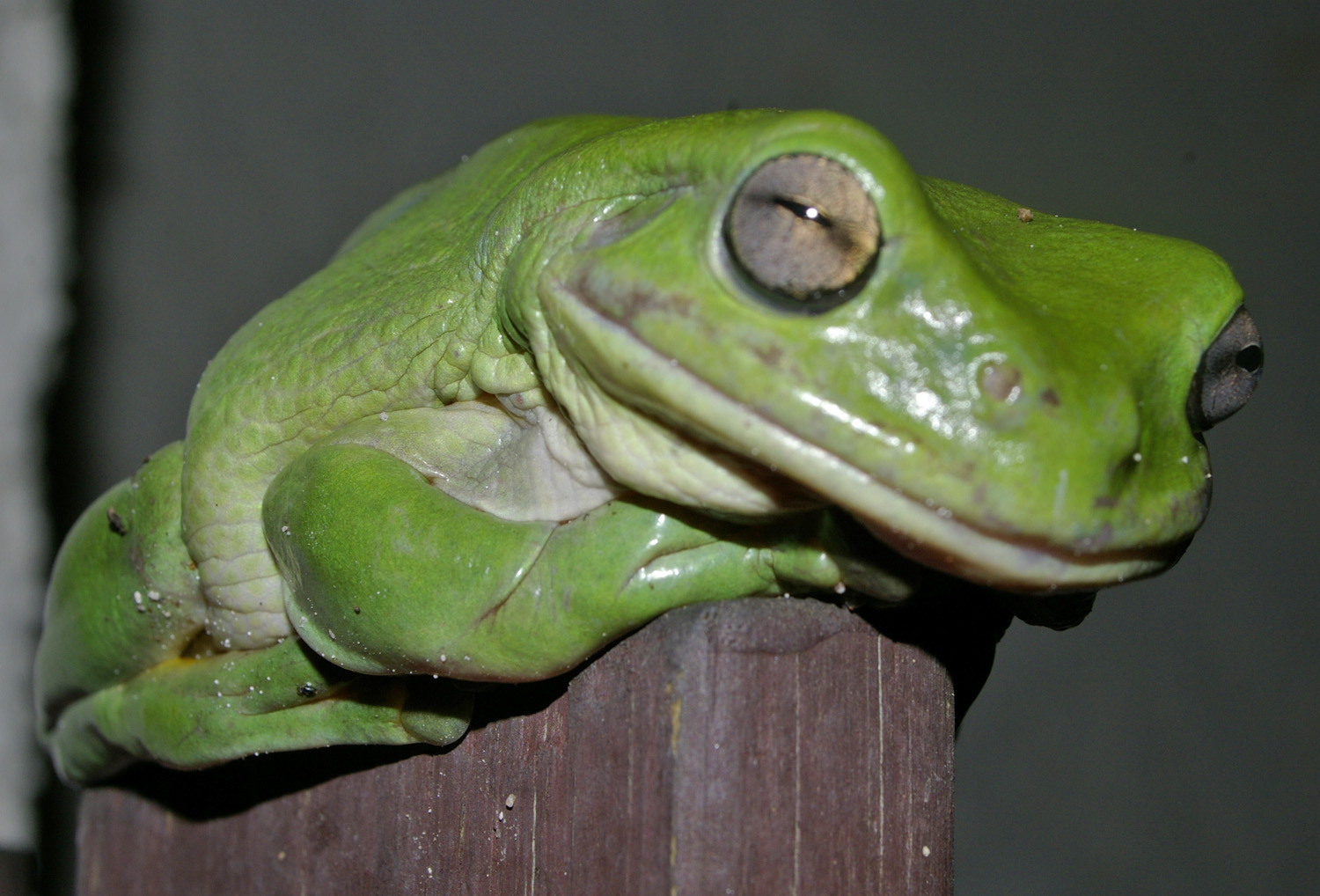
De koraalteenboomkikker heeft een brede kop en grote ogen.

De lengte varieert van 7 tot 11,5 centimeter. Vrouwtjes worden gemiddeld groter en plomper dan mannetjes, het mannetje is ook te onderscheiden aan zijn grijze, gerimpelde keel, de keel van het vrouwtje is gladder en wit. Van het oog tot de voorpoot loopt een duidelijk zichtbare huidplooi.
De kleur hangt enigszins af van de omstandigheden, meestal is de kleur helder groen maar bij een afwijkende temperatuur of luchtvochtigheid kleurt de kikker naar bruin. Angstige en zieke exemplaren kleuren heel donkerbruin tot bijna zwart. De buikzijde is altijd lichter tot wit, de onderzijde van de poten is meer rood-achtig van kleur. Sommige exemplaren hebben kleine, witte tot gele, donkeromzoomde vlekjes op de flanken of soms op de bovenzijde van de rug, die in aantal toenemen naarmate het dier ouder wordt.
De huid doet niet glibberig aan, zoals de huid van de meeste boomkikkers, maar heeft een was-achtige glans. Dit wordt veroorzaakt door een afscheiding van de huid, die bestaat uit een vettige stof. Zoals alle kikkers haalt ook deze soort zuurstof uit de lucht door opname via de huid, dit heeft als nadeel dat de huid permanent vochtig moet blijven en zo allerlei ziekteverwekkers aantrekt. De huid scheidt daardoor verschillende antibiotica af, zie ook onder het kopje toepassing in de geneeskunde.
De kop is opvallend breed en eindigt zeer stomp, met name dikke exemplaren hebben een vetmassa op de kop zodat deze hagedisachtig aandoet, de duidelijk zichtbare ogen puilen wat uit. De iris is goudgeel van kleur, de pupil is horizontaal. In tegenstelling tot de meeste boomkikkers, die vanwege hun nachtelijke levenswijze een verticale pupil hebben, is de pupil van de koraalteenboomkikker horizontaal. Achter het oog, in het midden van de huidplooi van oog naar voorpoot is het tympanum of trommelvlies zichtbaar als een lichtere schijf.
De koraalteenboomkikker dankt zijn naam aan de opvallend grote hechtschijven aan de tenen, die gebruikt worden om te klimmen. Net als andere boomkikkers kan deze soort op zeer gladde oppervlakken klimmen zoals glas. Bij een volwassen exemplaar zijn de hechtschijven zo'n halve centimeter in doorsnede en duidelijk te zien. De vingers en tenen zijn voorzien van vliezen, aan de vingers zijn de vliezen slechts gedeeltelijk ontwikkeld, die aan de tenen zijn bijna volledig ontwikkeld. De vliezen dienen niet zozeer om te zwemmen, ze vergroten het contactoppervlak van de voet bij het klimmen.
De koraalteenboomkikker staat bekend om het vermogen veel vet op te nemen, als het dier veel eet wordt het steeds dikker. Met name oudere exemplaren kunnen erg plomp en vet worden en ontwikkelen dan vetflappen op de kop die uiteindelijk over de ogen gaan hangen. Deze dieren hebben een rubber-achtig voorkomen, het vervetten is niet goed voor het dier.
Het kikkervisje is bruin van kleur en gevlekt, de pigmentatie neemt toe naarmate de ontwikkeling vordert. De buikzijde wordt echter steeds lichter. De staart heeft op twee lengtestrepen na weinig pigmentatie.

### Onderscheid met andere soorten
De koraalteenboomkikker is maar met weinig andere soorten te verwarren, een uitzondering is de soort Ranoidea splendida omdat deze eveneens erg groot en dik kan worden wordt en soms witte vlekjes heeft. Deze soort komt echter alleen voor in noordelijk Australië en is te onderscheiden door de grotere gifklieren of parotoïden aan de kop. Een andere sterk gelijkende soort, Ranoidea infrafrenatus, onderscheidt zich door de duidelijk witte onderlip, die bij de koraalteenboomkikker ontbreekt. Ook wordt Ranoidea infrafrenatus groter, tot 13 centimeter.

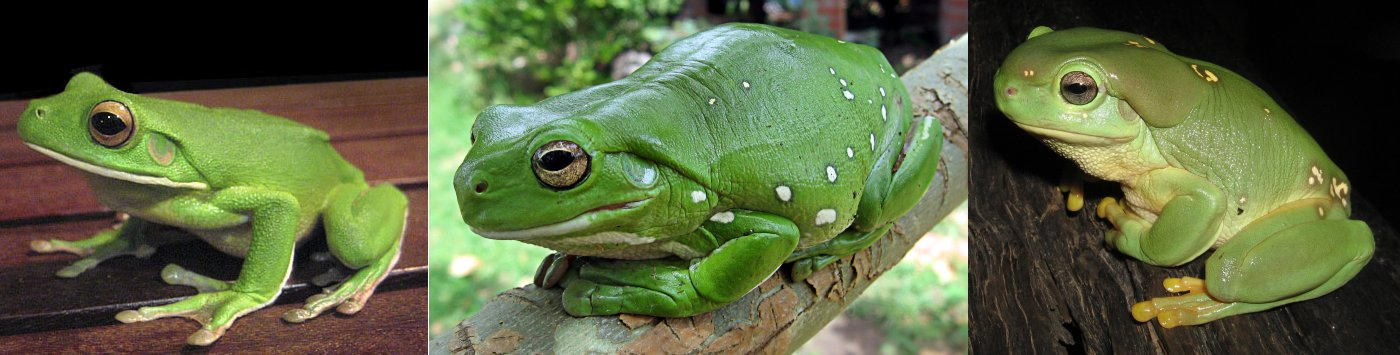
Drie soorten op een rij: links Ranoidea infrafrenatus, midden de koraalteen (Ranoidea caerulea) en rechts Ranoidea splendida.

## Verspreiding en habitat

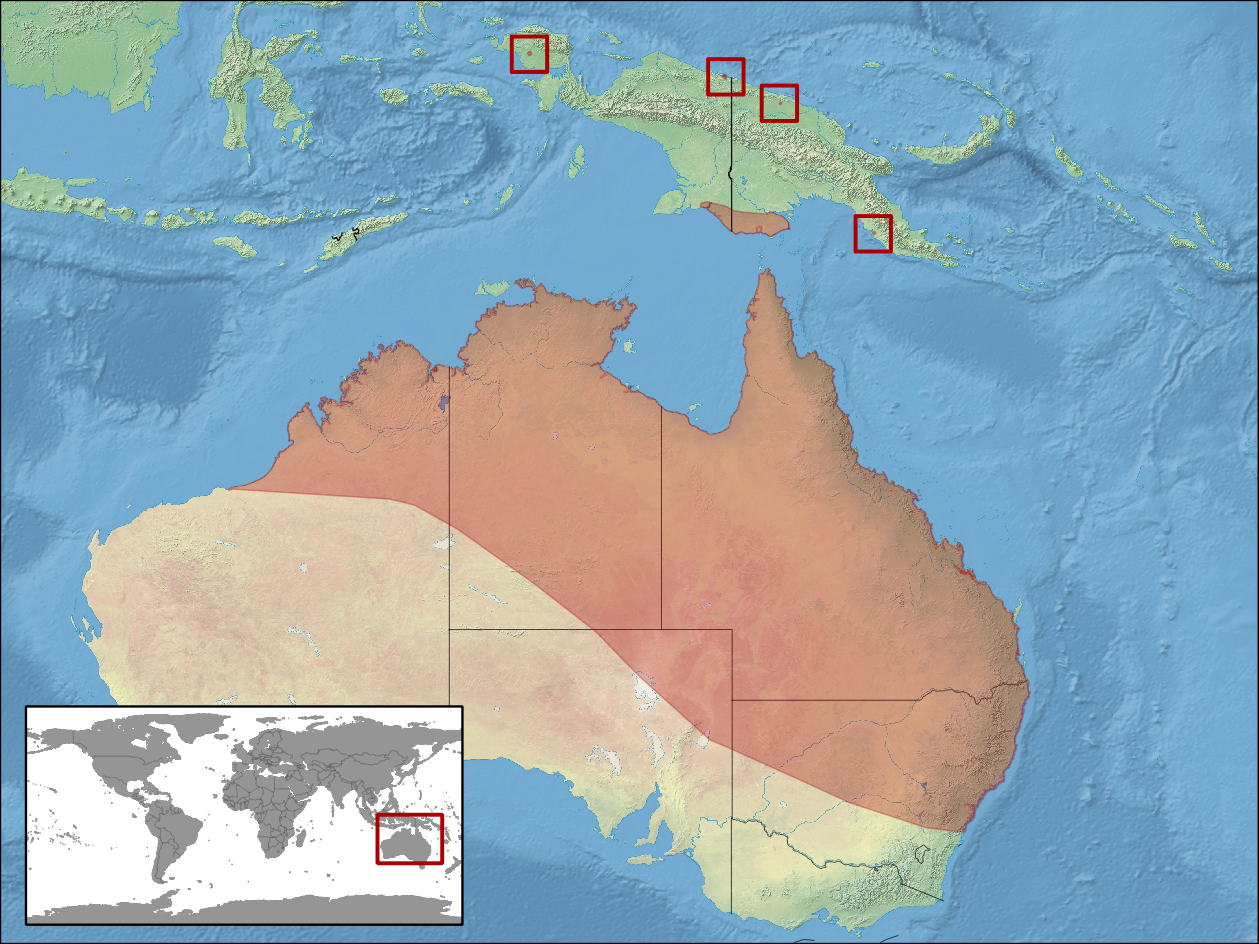
Verspreidingsgebied.

De koraalteenboomkikker komt voor in een zeer zuidelijke kuststrook van het eiland Nieuw-Guinea, het verspreidingsgebied beslaat zowel een klein deel van Indonesië als een deel van Papoea-Nieuw-Guinea. Verreweg het grootste deel van het verspreidingsgebied beslaat echter het noorden en noordoosten van Australië, meer specifiek de staten New South Wales, Noordelijk Territorium, Queensland en Zuid-Australië.
De koraalteenboomkikker is in 1897 en 1899 geïntroduceerd in Nieuw-Zeeland, maar hier is de kikker al sinds de jaren 50 niet meer aangetroffen waardoor vermoed wordt dat het dier hier is verdwenen. Ook in de Amerikaanse staat Florida komen populaties voor die zijn geïntroduceerd.
De habitat bestaat uit tropische regenwouden tot meer gecultiveerde gebieden, de kikker kan zich goed aanpassen. Warmere en vochtige plaatsen in loofbossen hebben de voorkeur, niet in het dichte woud maar aan de randen of open plekken en bergbossen. Meestal houdt de kikker zich op in de kruin van bomen bij stilstaand oppervlaktewater, zoals poelen en vennen, maar kan ook ver van water worden gevonden. In de natuur houdt de kikker zich schuil tussen de bladeren van bomen, onder boomwortels en andere objecten, ook in scheuren in de bodem of in holle bomen kan het dier worden aangetroffen. De mens wordt bepaald niet geschuwd en de boomkikker duikt regelmatig op in brievenbussen, onder toiletbrillen, in badkamers en in de meterkast.

## Levenswijze

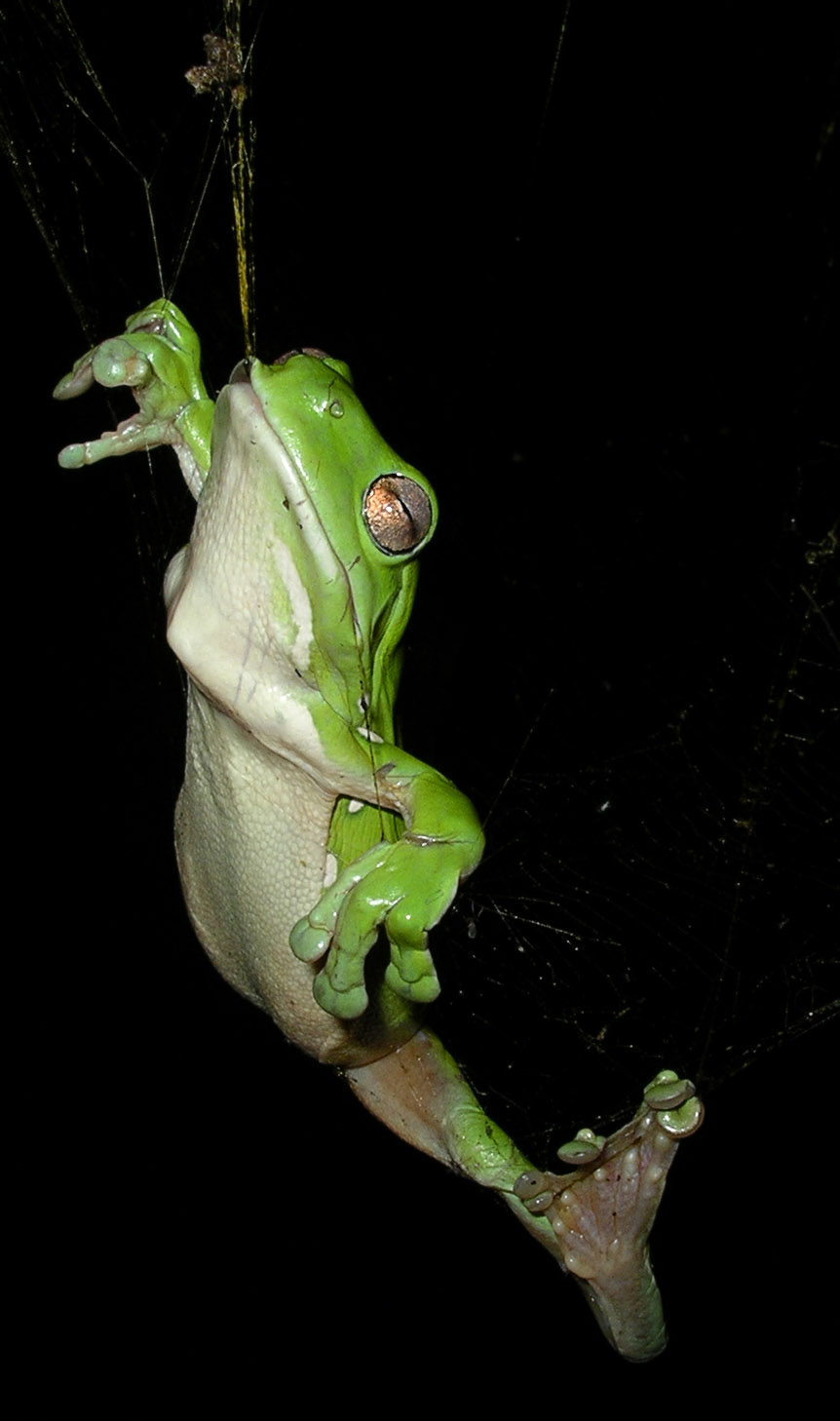
Een exemplaar is verstrikt geraakt in een spinnenweb tijdens het eten van een spin.

De koraalteenboomkikker is meestal nachtactief maar kan ook overdag actief zijn, vooral na regen. Meestal wordt overdag gescholen tussen de bladeren van bomen, waar de kikker vrijwel onzichtbaar is vanwege zijn groene kleur. De schuilplaats is meestal een koele, vochtige plek, afgeschermd van zonlicht om waterverlies te minimaliseren. 's Avonds dalen de dieren af om voedsel te zoeken en de mannetjes in om te kwaken. Als het droge seizoen aanbreekt graaft de boomkikker zich in in de bodem en maakt een soort cocon bestaande uit afgeworpen huid en slijm om vochtig te blijven. Als het natte seizoen aanbreekt begint de voortplantingstijd en komen de kikkers massaal tevoorschijn.

### Voedsel en vijanden
De koraalteenboomkikker is voornamelijk insectivoor en leeft van verschillende insecten als sprinkhanen, kakkerlakken en motten, ook andere geleedpotigen als spinnen worden wel gegeten. Vanwege de grootte worden zelfs kleine kikkers en andere gewervelden als jonge vogels en kleine zoogdieren als vleermuizen en knaagdieren gegrepen. Omdat de kikker niet kan kauwen moet de prooi wel in één keer kunnen worden doorgeslikt. Grotere prooien worden met de ogen, die in de oogkassen worden getrokken, en met de voorpoten naar binnen gewerkt. Vanwege de gewoonte voornamelijk ongedierte te eten wordt de koraalteenboomkikker gezien als een nuttige diersoort.
Vijanden van de kikker zijn voornamelijk de mens, vanwege de achteruitgang van het leefgebied. Ondanks dat de soort ook in stedelijke gebieden voorkomt, is het verdwijnen van bos schadelijk voor de kikker. Natuurlijke vijanden van de eitjes zijn waterkevers en vissen, de volwassen kikkers worden gegeten door een groot aantal slangen, hagedissen en vogels als de gewone kookaburra (Dacelo novaeguineae), een soort ijsvogel. Ook carnivore zoogdieren zoals verschillende soorten buidelmarters jagen op de boomkikker. Een belangrijke bedreiging is de agapad (Chaunus marinus), een invasieve soort die vele dieren in Australië bedreigt door ze op te eten dan wel te vergiftigen. Ook andere dieren die van nature niet thuishoren in Australië, zoals honden, katten en ratten jagen op verschillende kikkers waaronder deze soort.
Bij verstoring wordt een piepgeluid geproduceerd dat door merg en been gaat, in gevangenschap gehouden dieren doen dit meestal niet.

### Voortplanting
In de voortplantingstijd, die loopt van november tot februari, kwaken de mannetjes individueel vanuit bomen, de kikkers vormen geen paargroepen zoals sommige andere soorten, ze kwaken 's nachts en zoeken hogere, open delen op. Ook buiten de paartijd kwaken de mannetjes, vermoedelijk om hun positie aan te geven en concurrentie af te schrikken maar dit is nog niet duidelijk. Ze produceren een laag crawk...crawk...crawk- achtig geluid (WMA-versie of Quicktime versie).
Als een vrouwtje op het gekwaak afkomt, vindt de paring plaats in het water. De voortplanting van deze soort is goed onderzocht, de eitjes worden afgezet in stilstaande wateren met een diepte van 5 tot 50 centimeter en een temperatuur van 28 tot 38 graden Celsius.
Het legsel bestaat uit zo'n 200 tot 2000 eieren, die aan het wateroppervlak worden afgezet, na ongeveer 24 uur zinken ze naar de bodem. De eitjes zijn ongeveer 1,3 millimeter in doorsnede, exclusief het gelei-achtige omhulsel en bruin van kleur. De larve is als het uit het ei komt ongeveer 8 millimeter lang en bereikt een uiteindelijke lengte van 44 mm. De larven zijn omnivoor en niet kieskeurig wat voedsel betreft. Ze groeien snel: de ontwikkeling van ei tot kleine kikker duurt ongeveer zes weken, in gevangenschap tot 3 maanden. De metamorfose voltrekt zich bij een lengte van ongeveer 15 tot 18 millimeter als er voor- en achterpootjes zijn en de staart bijna is verdwenen. De meeste eieren en larven worden binnen korte tijd verschalkt door vijanden, ook van de overgebleven gemetamorfoseerde kikkertjes bereiken er maar weinig de leeftijd van drie jaar. Dan zijn de kikkers volwassen en kunnen zich voortplanten. De koraalteenboomkikker kan voor een dier met een dergelijke lengte zeer oud worden, er is een exemplaar bekend dat 23 jaar in gevangenschap leefde. De meeste exemplaren worden door natuurlijk verval en predatie niet ouder dan 15 jaar.

## Bescherming
Momenteel gaat het goed met de koraalteenboomkikker, die geclassificeerd is als niet bedreigd (LC of least concern). Het verspreidingsgebied wordt geschat op meer dan 4 miljoen vierkante kilometer, het aantal in het wild levende exemplaren op ongeveer 50.000
Vroeger werden grote hoeveelheden dieren uit de natuur gehaald voor de handel in exotische dieren. Tegenwoordig is de soort beschermd en is de wildvang aan banden gelegd. De soort is niet bedreigd en komt op veel plaatsen nog algemeen voor. De kikker kan slachtoffer worden van de schimmel Batrachochytrium dendrobatidis, die wereldwijd op grote schaal kikkers doodt doordat de huid wordt aantast. Kikkers zijn voor verschillende vitale levensprocessen afhankelijk van de huid en overleven een infectie meestal niet.

## In gevangenschap

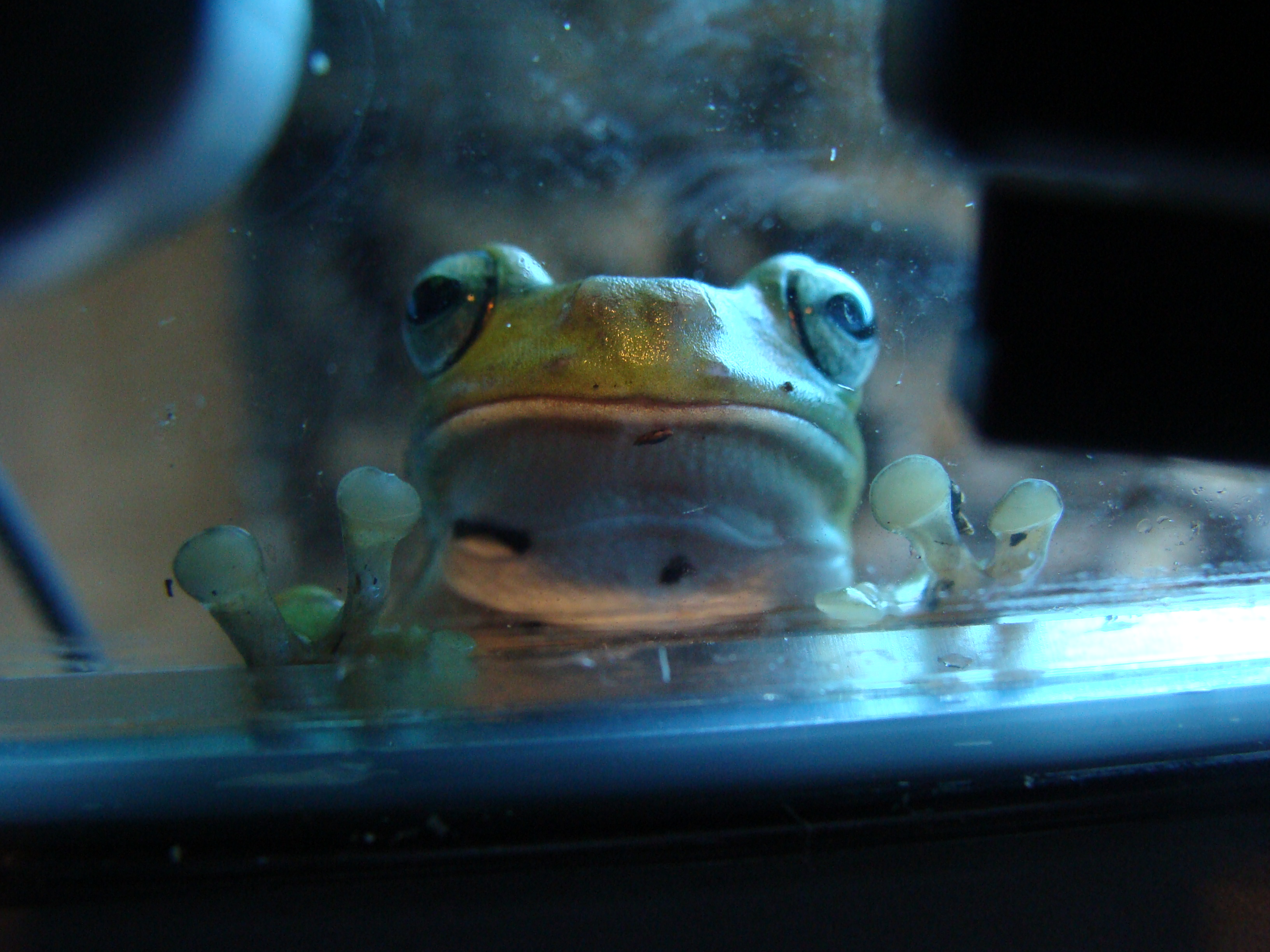
Een exemplaar in een terrarium.

De koraalteenboomkikker staat bekend als uitzonderlijk rustig en is in gevangenschap relatief eenvoudig in leven te houden. De kikker is niet giftig, stelt weinig eisen aan zijn verzorging en is een grote en makkelijke eter. Het dier is onverzadigbaar en vervetting is een belangrijke kwaal van in gevangenschap gehouden dieren. Ze worden gevoerd met huiskrekels, aangevuld met regenwormen en pinkies. Dit zijn nestjonge muizen, dode exemplaren kunnen ook worden gebruikt maar moeten wel worden bewogen omdat de kikker ze anders niet als prooi herkent. Net als andere kikkers kan ook deze soort alleen bewegende objecten waarnemen, wat niet met het oog te maken heeft maar met de signaalverwerking van de hersenen.
De koraalteenboomkikker wordt vaak in groepen van 4 of meer gehouden, in een ruim terrarium met een groot watergedeelte en veel planten, het mag echter niet te dichtbegroeid zijn. De dagtemperatuur is 26 tot 32 graden, 's nachts moet deze 20 tot 24 graden dalen. De temperatuur kan indien nodig verhoogd worden door het gebruik van een warmtemat, wat ook de luchtvochtigheid doet stijgen. De luchtvochtigheid dient ongeveer op 50 tot 60 % gehouden te worden, als men met de soort wil kweken moet de luchtvochtigheid een paar maanden tot 70 - 85% worden verhoogd, wat de regentijd simuleert. Er worden vele honderden tot duizenden eitjes geproduceerd per jaar.
De koraalteenboomkikker is zeer tam, laat zich makkelijk hanteren en springt niet snel weg. Hanteren is niet goed voor het dier en dit is bovendien zelden nodig. Omdat de kikker vaak tegen het glas zit is het dier goed te bestuderen. Nadelen van de kikker als huisdier zijn de hoge leeftijd van gemiddeld meer dan 15 jaar, het luide gekwaak van de mannetjes (niet alleen tijdens de paartijd!) en het voedsel dat uit levende prooien bestaat.

### Toepassing in de geneeskunde
De koraalteenboomkikker scheidt stoffen uit door de huid die verschillende complexe organische verbindingen bevatten. Voorbeelden zijn verschillende peptiden, waaronder caerinen die een antibacteriële en antivirale werking hebben. Een ander ingrediënt zijn verschillende caerulinen, die een op cholecystokinine gelijkende werking hebben, het zijn spijsverteringshormonen met een honger-onderdrukkende werking. Zowel caerulinen als caerinen zijn vernoemd naar de koraalteenboomkikker en zijn afgeleid van de soortnaam caerulea.
Van sommige stoffen in de huid is bekend dat ze hiv-virusdeeltjes afbreken zonder gezonde T-cellen te beschadigen. Ook heeft de stof een bloeddrukverlagende werking. De verschillende verbindingen worden onderzocht in medische laboratoria voor de ontwikkeling van medicijnen.

## Taxonomie en naamgeving

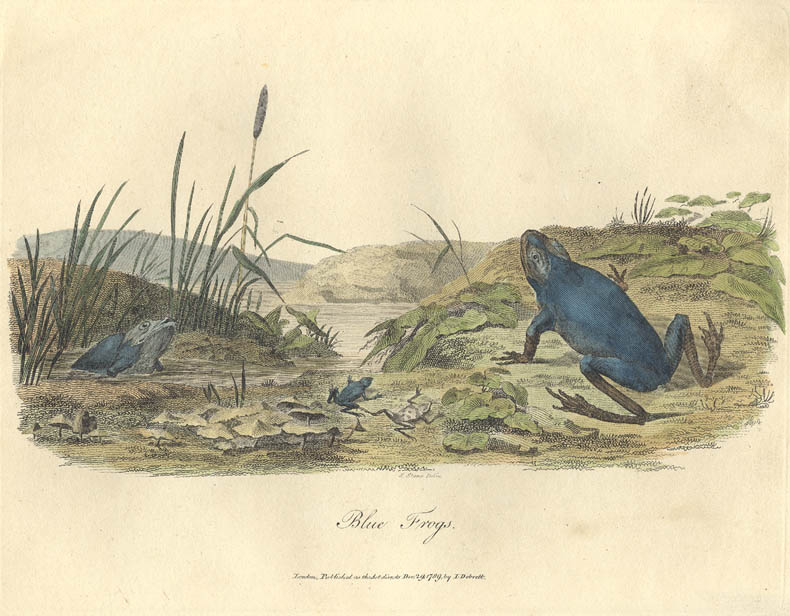
Een afbeelding uit John White's A Journal of a Voyage to New South Wales uit 1790. De kikkers zijn hier blauw gekleurd.

De verouderde wetenschappelijke naam van deze soort betekent letterlijk vertaald blauwe (caerulea) strandkikker (Litoria). De soortaanduiding caerulea is te danken aan de eerste beschreven exemplaren, die blauw van kleur waren. Dit werd veroorzaakt door de conserveringsvloeistoffen waarin de dieren werden gehouden, die de gele pigmenten afbreken. Hierdoor slaat de groene kleur om naar blauw en kreeg de soort zijn naam. In de Engelse taal wordt de soort vaak White's treefrog genoemd, naar de ontdekker John White. White, chirurg van beroep, werd vooral bekend door zijn botanische werk, maar beschreef ook verschillende Australische dieren, waaronder deze soort. De koraalteenboomkikker was de eerste Australische kikker die wetenschappelijk werd beschreven.
Een deel van de beschrijving luidt:
Blue Frog, speckled beneath with greyish; the feet divided into four toes;
the hind-feet webbed. Size of the common frog.
De soort werd ooit ingedeeld onder het geslacht Rana en later tot Hyla, het geslacht van de Europese en Amerikaanse boomkikkers. Ook behoorde de soort tot tegenwoordig niet meer erkende geslachten als Pelodryas en Calamita. Tegenwoordig zijn veel soorten boomkikkers die endemisch zijn in Australië onder Litoria gebracht. In 2016 werd de kikker aan het geslacht Ranoidea toegewezen, waardoor de literatuur vaak de verouderde situatie vermeld.

### Synoniemen
- Rana caerulea (White 1790)
- Rana austrasiae (Schneider 1799)
- Hyla cyanea (Daudin 1803)
- Rana coerulea (Daudin 1803)
- Hyla cyanea (Peron 1807)
- Hyla irrorata (De Vis 1884)
- Litoria caerulea (White 1790)

## Afbeeldingen

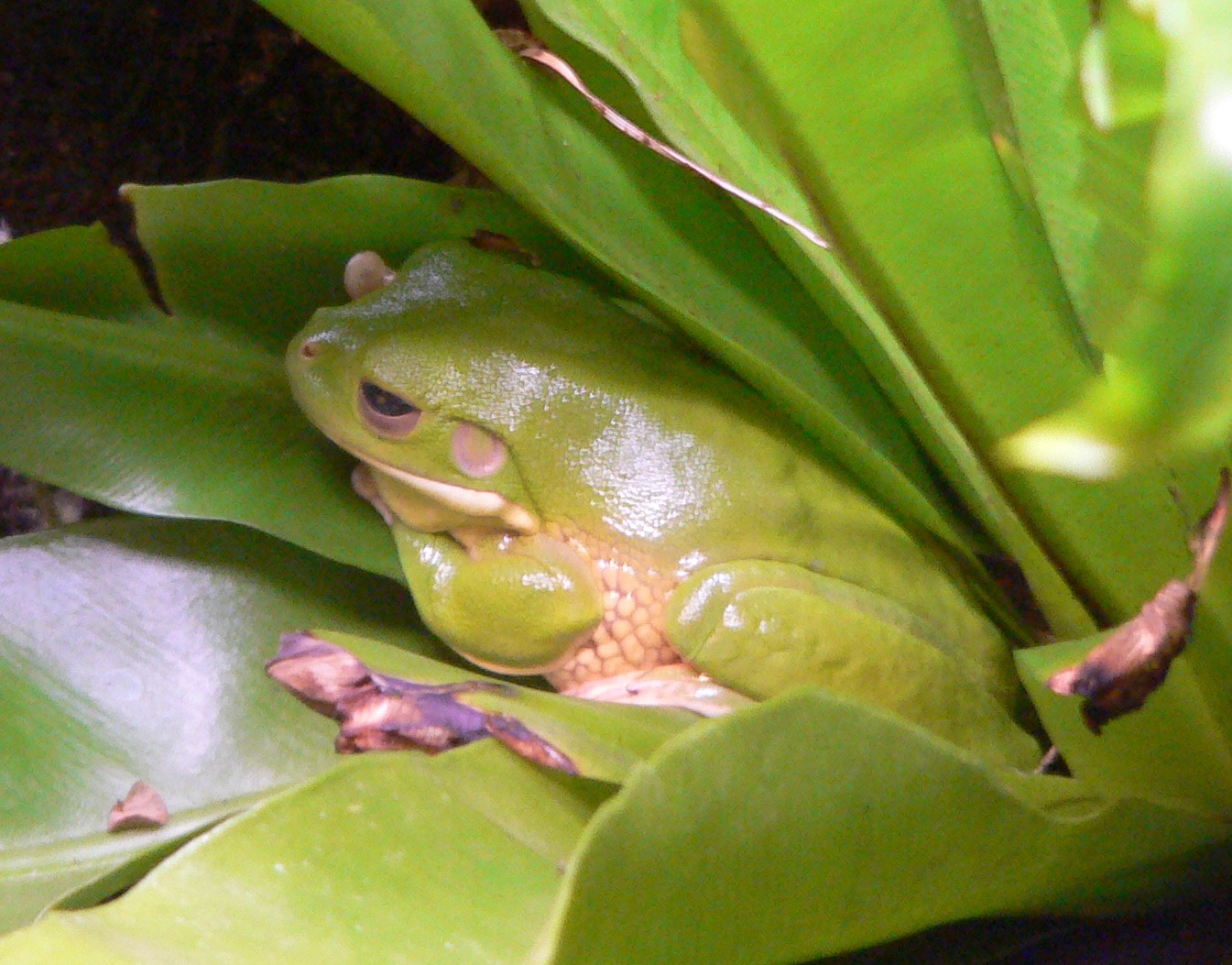
Zoals veel boomkikkers wordt tussen de bladeren geschuild tijdens de slaap.
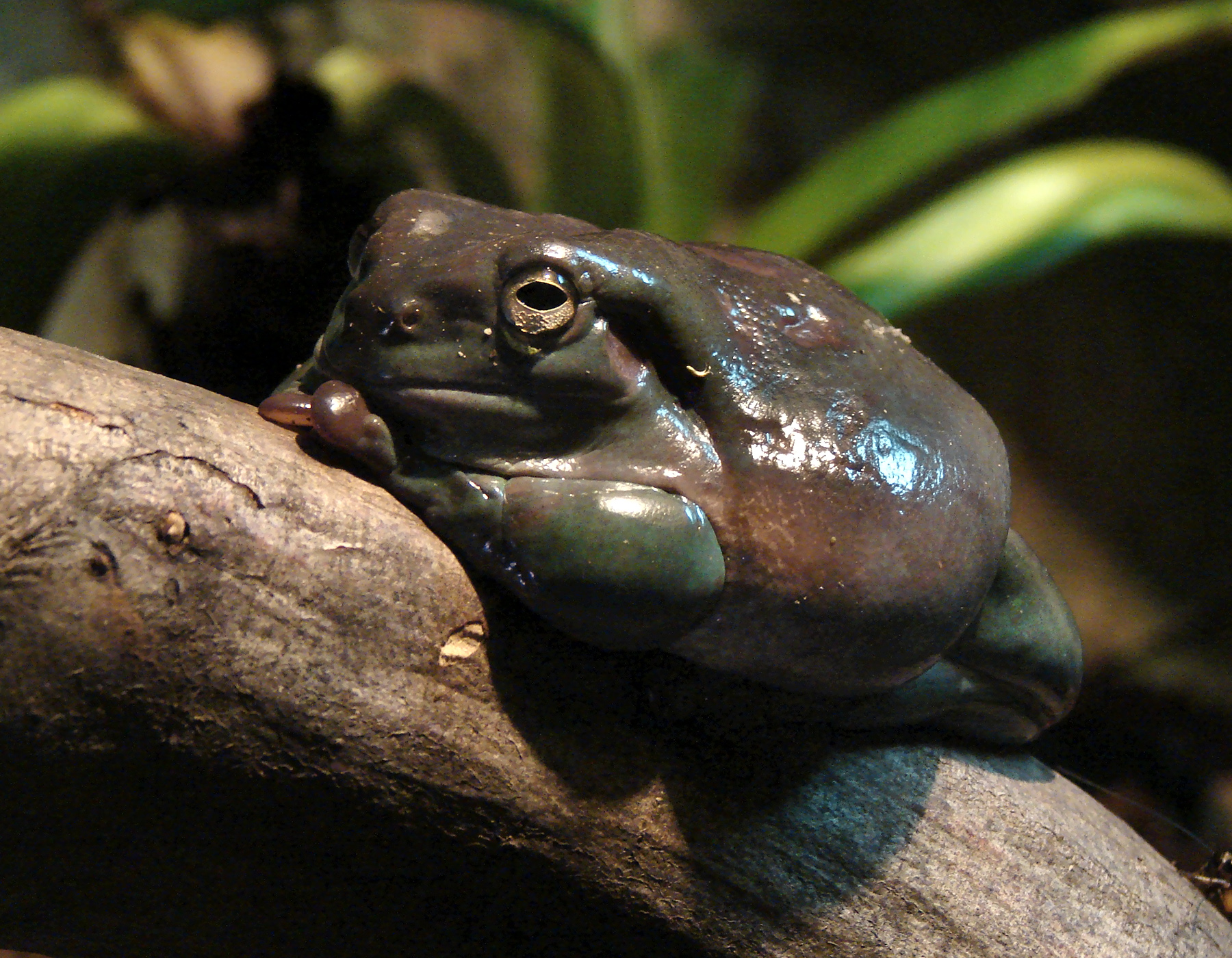
Een bijna zwart exemplaar is vaak bang of ziek.
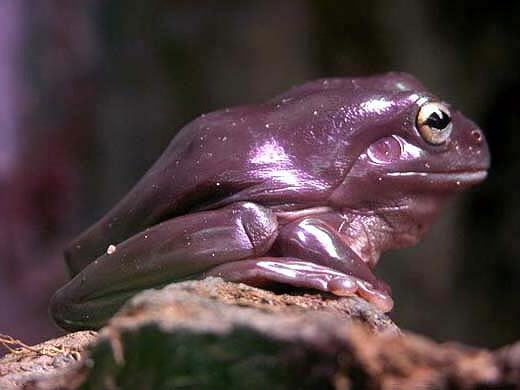
Zij-aanzicht waarbij de stompe kop goed te zien is.
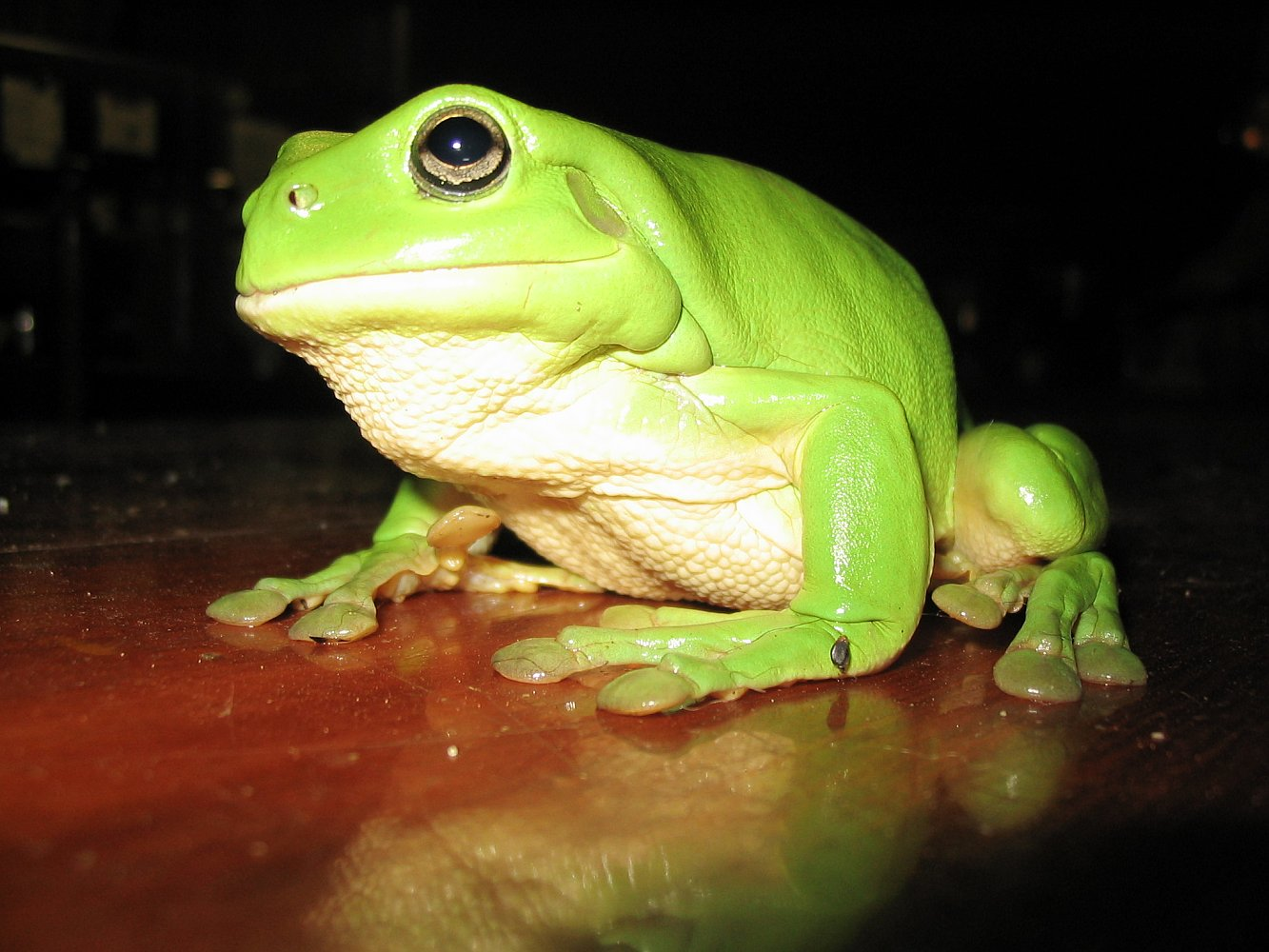
Een lichtgekleurd exemplaar, de hechtschijven zijn goed te zien.
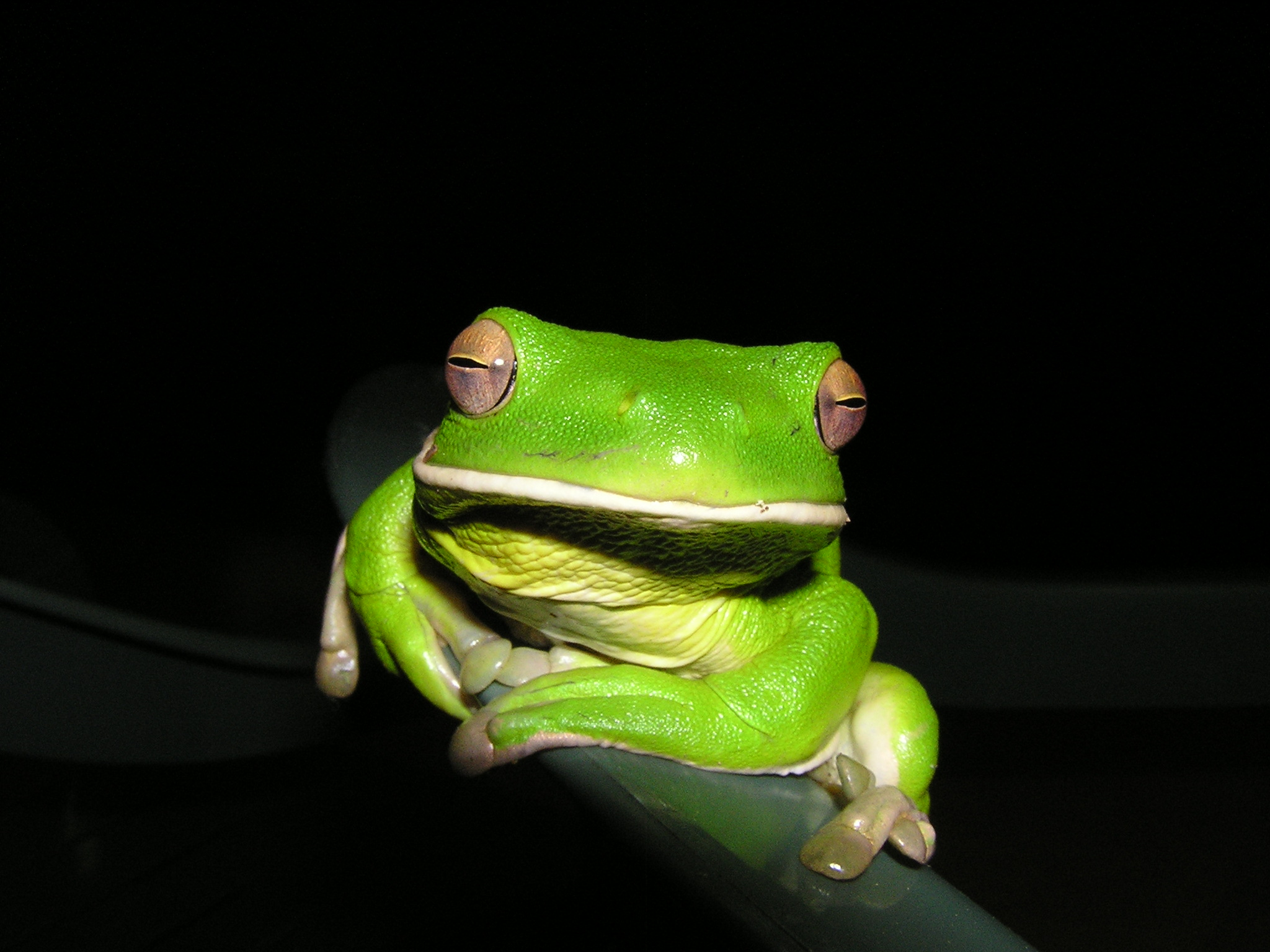
De sterk gelijkende soort Ranoidea infrafrenatus is te onderscheiden door de witte onderlip.
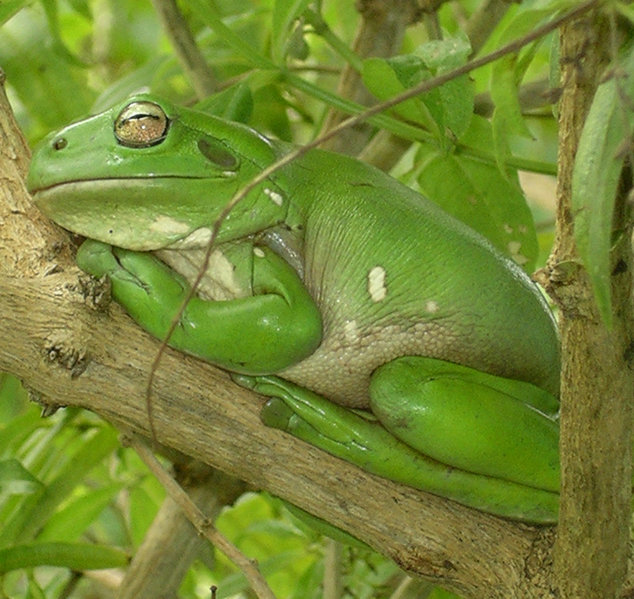
Een slapende boomkikker valt niet op tussen de bladeren.
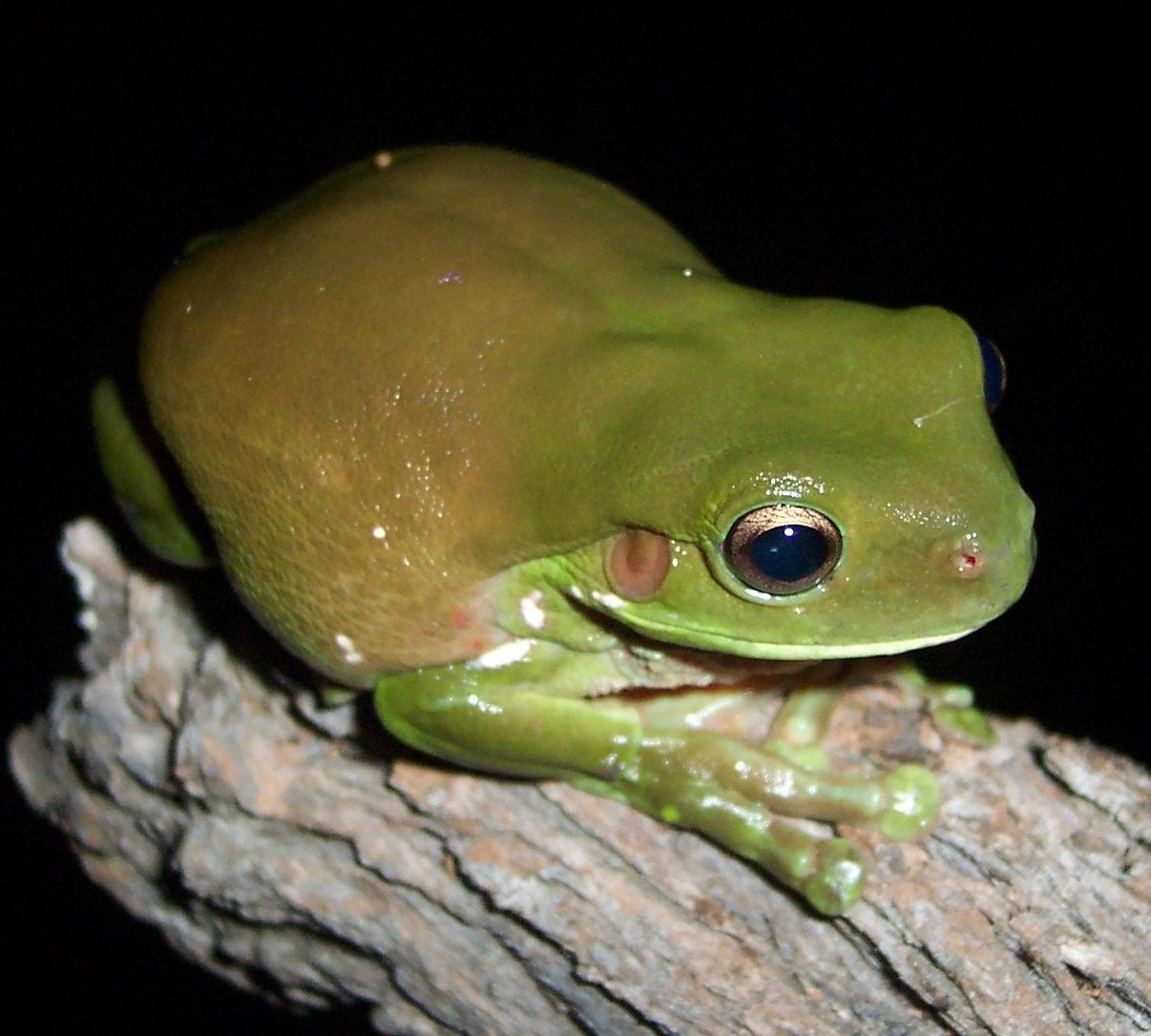
Een groen-bruin exemplaar.